# Ürülék

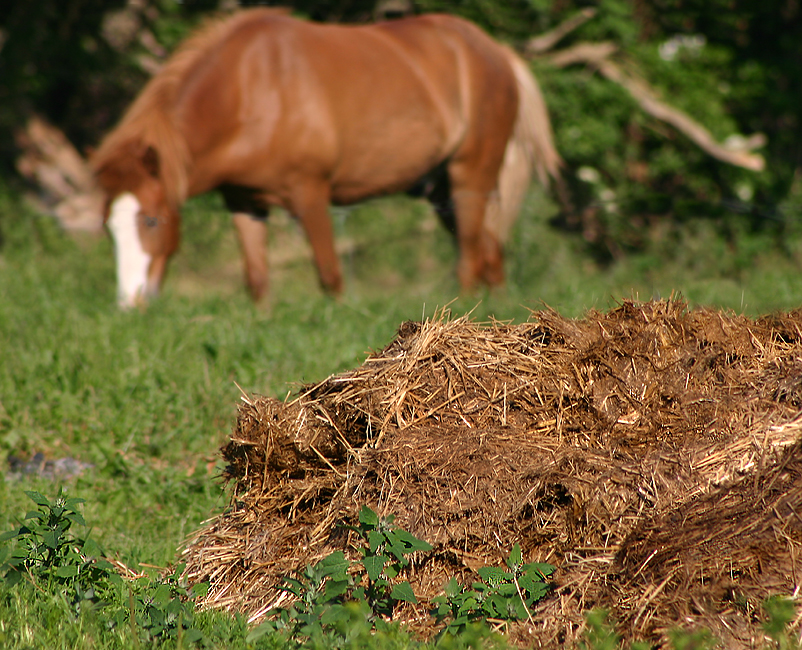
Lóürülék

Az ürülék, széklet vagy latinosan fécesz (faeces) az állati vagy emberi emésztés végbélnyíláson keresztül távozó végterméke.

## Elnevezései
Az állati ürülék neve általában bélsár; a mezőgazdaságban felhasznált, elsősorban növényevő állatoktól származó ürülék a trágya, a vadászok hagyományosan a latin excrementum szót használták rá. Az ürülék tudományos-orvosi elnevezése az embernél széklet, fekália (fecalia), emberi ürülék, emberi végtermék.

## Emberi ürülék
Embereknél az egyén és a körülmények függvényében 2-3 naponta egytől napi több alkalomig történhet székelés. Az ürülék megkeményedése a rutinművelet megnehezedését és meghosszabbodását okozza, ez a székrekedés.
A széklet kinézete, mérete, színe, állaga és szaga nagy változatosságot mutat, elsősorban a táplálék és az egészségi állapot függvénye. Normálisan félkemény, nyálkás felszínnel. Barna színét az epével ürült bilirubin bomlástermékei, legfőképpen a szterkobilin okozza. A bilirubin az elpusztult vörösvértestekből kiszabaduló hemoglobin bomlásterméke. Újszülötteknél az ürülék kezdeti sárgászöld színe a meconium (magzatszurok) hatása. Amíg az újszülött szopik, világossárgás marad, és szaga sem kellemetlen mindaddig, amíg a baba el nem kezd más ételeket is enni. Végül elnyeri ismerős barna színét.
Életünk folyamán számos különböző fajtájú ürülékkel találkozhatunk. A zöldes szín az ürülék beleinken keresztüli gyors áthaladásának vagy nagy mennyiségű kék vagy zöld táplálék bevitelének a következménye. Az ürülék szürkésfehér színű megjelenése a bilirubin hiányát jelzi (pl. epeelzáródás miatt).

### Szag

A kén-hidrogén nagyban hozzájárul az ürülék szagához

Az ürülék visszataszító szaga bakteriális működés következménye. A kén-hidrogén mellett a bélflóra számos kén-, nitrogén- és foszfortartalmú szerves vegyületet is előállít, főként indol, szkatol és tiolvegyületeket, melyek közös tulajdonsága a penetráns szag. Ezek az anyagok a bélgázokban is megtalálhatóak. Az élelmiszerek egyes illatos adalékanyagai, például fűszerek hozzájárulhatnak az ürülék végső szagának a kialakulásához. Az ürülék szaga valószínűleg azért erősen riasztó az emberek számára, mert érintése vagy fogyasztása fertőzést okozhat. Számos kereskedelmi termék létezik a szag enyhítésére. Egyes koprofág állatok és személyek számára az ürülék vonzó is lehet.

## Megjelenése a kultúrában

### Irodalmi művek
- Gvadányi József: Rontó Pál, elbeszélő költemény (1793)
- Michel de Ghelderode: Pokoli pompa, színmű (1937)
- Salvador Dalí: Egy zseni naplója, avantgarde önéletírás (2009)
- Deme Zoltán: Türannia, fekete komédia (2009)

### Filmek
- Pier Paolo Pasolini: Salò, avagy Szodoma 120 napja (1975)